# La Roca Grossa
La Roca Grossa, és una enorme roca, de 2163,2 tones i un volum de 832 m³, situada al carrer La Font de Vilafamés, a la comarca de la Plana Alta, presenta una inclinació de 34° sobre l'estrat. Es troba catalogada com a Monument d'interès local segons consta en l'ANNEX III Béns de rellevància local compresos en el conjunt històric, del Decret 80/2005, de 22 d'abril, pel qual es declara Bé d'interès cultural el Conjunt històric de Vilafamés; amb codi 12.05.128-0010 de la Generalitat Valenciana.